# Hugleville-en-Caux
Hugleville-en-Caux település Franciaországban, Seine-Maritime megyében. Lakosainak száma 420 fő (2022. január 1.). Hugleville-en-Caux Ancretiéville-Saint-Victor, Butot, Émanville, Gueutteville, Sainte-Austreberthe és Saint-Ouen-du-Breuil községekkel határos.

## Népesség
A település népességének változása:
| Lakosok száma | 420  | 433  | 428  | 425  | 427  | 429  | 434  | 420  |
|               | 2013 | 2015 | 2017 | 2018 | 2019 | 2020 | 2021 | 2022 |